# Prinsengracht 551

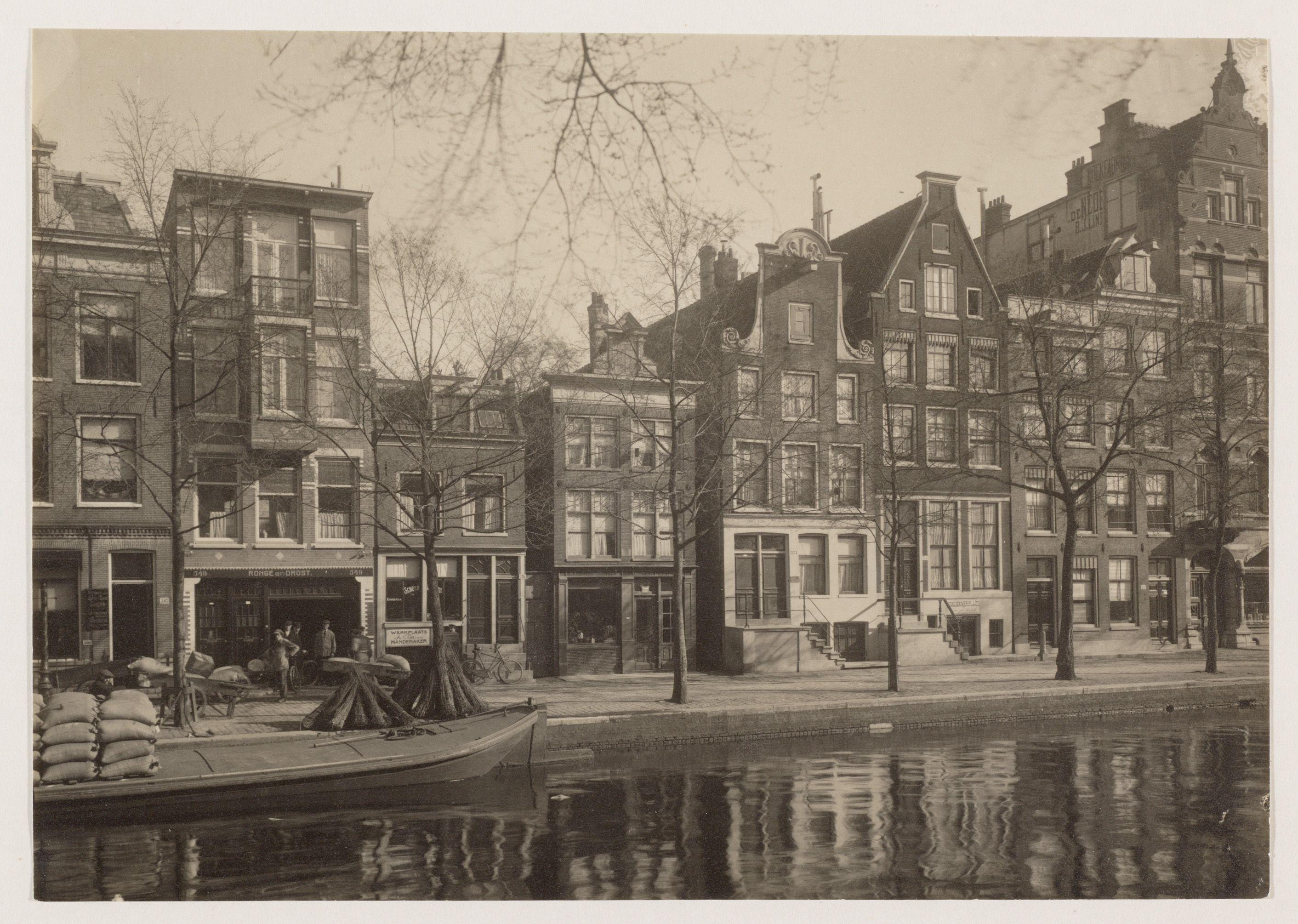
Prinsengracht 551, derde van links (1920)

Prinsengracht 551 te Amsterdam is een gebouw aan de Prinsengracht in Amsterdam-Centrum.

## Inleiding
De Prinsengracht werd in gedeelten aangelegd en volgebouwd in de 17e eeuw. De stad Amsterdam was toen het Singel overgestoken en voordat de Jordaan werd gebouwd, was het de buitengrens van bebouwing. Die historie houdt dan ook in dat de oorspronkelijke bebouwing (grotendeels) is afgebroken dan wel afgebrand om plaats te maken voor nieuwbouw, waarbij soms deze cyclus weer herhaald werd. Huisnummer 551 is gesitueerd aan de oostelijke gevelwand tussen de Runstraat en Leidsegracht.

## Gebouw
Prinsengracht 551 werd op 8 september 1970 opgenomen in het rijksmonumentenregister (4356) onder een omschrijving, die in het Nederlands uit de jaren vijftig of eerder lijkt te komen: 
In de kern 17e eeuws huis met latere gevel en 20e eeuws dak, door welks gootlijst de gevel thans wordt afgesloten.
Fotograaf Gerard Drukker legde het gebouw in 1962 vast voor de Rijksdienst voor het Cultureel Erfgoed; het viel destijds vermoedelijk dus onder Monumentenzorg.
Het gebouw bestaat uit een souterrain waarin vroeger tijden bedrijfjes waren gevestigd. De trap naar de gevel leidt naar twee deuren; een naar de beletage en een vermoedelijk naar de bovenwoning (deze is in 2025 buitengebruik). In de bovenlichten zijn snijramen toegepast. De geheel wordt afgesloten onder een 20e eeuwse kap met dakkapel.  Een foto uit 1920 laat bijna hetzelfde gebouw zien als dat er in 2025 staat. Er zijn wel interne verbouwingen geweest. Het gebouw valt mede op omdat de belendende gebouwen Prinsengracht 549 en 555 veel hoger zijn. Dat laatste gebouw stamt uit 1978 getuige een gevelsteen met jaartal (Anno 1978; Vereende kracht).
- Rijksmonument: 4356